# Atletiek op de Olympische Zomerspelen 2008 – 100 meter horden vrouwen
De 100 m horden voor vrouwen op de Olympische Spelen van 2008 in Peking vond plaats van 17-19 augustus in het Nationale Stadion van Peking.
Als kwalificatie-eis gold 12,96 s (A-limiet) en 13,12 s (B-limiet).

## Programma
| Ronde         | Datum               | Tijd (lokaal) | Tijd (NL) |
| ------------- | ------------------- | ------------- | --------- |
| Series        | zondag 17 augustus  | 19:00         | 13:00     |
| Halve finales | maandag 18 augustus | 19:40         | 13:40     |
| Finale        | dinsdag 19 augustus | 22:30         | 16:30     |

## Records
Vóór de Olympische Zomerspelen 2008 in Peking waren het wereldrecord en olympisch record voor dit onderdeel als volgt.
| Wereldrecord     | 12,21 s | Jordanka Donkova | BUL | Stara Zagora, Bulgarije | 20 augustus 1988 |
| Olympisch record | 12,37 s | Joanna Hayes     | USA | Athene, Griekenland     | 24 augustus 2004 |

## Uitslagen
De volgende afkortingen worden gebruikt:
- Q Gekwalificeerd op basis van finishpositie
- q Gekwalificeerd op basis van finishtijd
- DNS Niet gestart
- DNF Niet aangekomen
- DSQ Gediskwalificeerd
- PB Persoonlijke besttijd
- SB Beste seizoensprestatie
- NR Nationaal record
- CR Continentaal record

### Series
Heat 1 - 17 augustus 2008 19:00 - Wind: -0,2 m/s
| Rang | Baan | Atlete                      | Land | Tijd    | Extra | Reactietijd |
| ---- | ---- | --------------------------- | ---- | ------- | ----- | ----------- |
| 1    | 4    | Josephine Onyia             | ESP  | 12,68 Q | .     | 0,166       |
| 2    | 9    | Susanna Kallur              | SWE  | 12,68 Q | .     | 0,194       |
| 3    | 8    | Nevin Yanit                 | TUR  | 12,94 q | .     | 0,186       |
| 4    | 2    | Aurelia Trywiańska-Kollasch | POL  | 12,98 q | .     | 0,181       |
| 5    | 3    | Micol Cattaneo              | ITA  | 13,13   | .     | 0,179       |
| 6    | 6    | Lucie Škrobáková            | CZE  | 13,18   | .     | 0,186       |
| 7    | 5    | Katsiaryna Paplauskaya      | BLR  | 13,39   | .     | 0,173       |
| 8    | 7    | Miriam Bobková              | SVK  | 13,65   | .     | 0,230       |

Heat 2 - 17 augustus 2008 19:07 - Wind: -0,1 m/s
| Rang | Baan | Atlete                  | Land | Tijd    | Extra | Reactietijd |
| ---- | ---- | ----------------------- | ---- | ------- | ----- | ----------- |
| 1    | 3    | Vonette Dixon           | JAM  | 12,69 Q | (SB)  | 0,186       |
| 2    | 4    | Priscilla Lopes-Schliep | CAN  | 12,75 Q | .     | 0,130       |
| 3    | 5    | Damu Cherry             | USA  | 12,92 q | .     | 0,230       |
| 4    | 9    | Carolin Nytra           | GER  | 12,95 q | .     | 0,189       |
| 5    | 7    | Aleksandra Antonova     | RUS  | 13,18   | .     | 0,158       |
| 6    | 8    | Derval O'Rourke         | IRL  | 13,22   | .     | 0,152       |
| 7    | 6    | Maíla Machado           | BRA  | 13,45   | .     | 0,178       |
| 8    | 2    | Fadwa Al Bouza          | SYR  | 14,24   | (SB)  | 0,262       |

Heat 3 - 17 augustus 2008 19:14 - Wind: -0,1 m/s
| Rang | Baan | Atlete                 | Land | Tijd    | Extra | Reactietijd |
| ---- | ---- | ---------------------- | ---- | ------- | ----- | ----------- |
| 1    | 8    | Delloreen Ennis-London | JAM  | 12,82 Q | .     | 0,142       |
| 2    | 2    | Sally McLellan         | AUS  | 12,83 Q | .     | 0,136       |
| 3    | 4    | Sarah Claxton          | GBR  | 12,97 q | .     | 0,166       |
| 4    | 7    | Yuliya Kondakova       | RUS  | 13,07   | .     | 0,193       |
| 5    | 5    | Angela Whyte           | CAN  | 13,11   | .     | 0,153       |
| 6    | 3    | Yenima Arencibia       | CUB  | 13,43   | .     | 0,186       |
| 7    | 6    | Flóra Redoúmi          | GRE  | 13,56   | .     | 0,172       |
| 8    | 9    | Edit Vári              | HUN  | 13,59   | .     | 0,175       |

Heat 4 - 17 augustus 2008 19:21 - Wind: -0,6 m/s
| Rang | Baan | Atlete              | Land | Tijd    | Extra | Reactietijd |
| ---- | ---- | ------------------- | ---- | ------- | ----- | ----------- |
| 1    | 7    | Lolo Jones          | USA  | 12,71 Q | .     | 0,160       |
| 2    | 5    | Anay Tejeda         | CUB  | 12,84 Q | .     | 0,158       |
| 3    | 2    | Reïna-Flor Okori    | FRA  | 12,98 q | .     | 0,175       |
| 4    | 3    | Christina Vukicevic | NOR  | 13,05   | (PB)  | 0,155       |
| 5    | 8    | Tatyana Dektyareva  | RUS  | 13,05   | .     | 0,209       |
| 6    | 4    | Natalya Ivoninskaya | KAZ  | 13,20   | .     | 0,166       |
| 7    | 9    | Toyin augustusus    | NGR  | 13,34   | .     | 0,170       |
| 8    | 6    | Jeimy Bernardez     | HON  | 14,29   | .     | 0,207       |

Heat 5 - 17 augustus 2008 19:28 - Wind: 0,4 m/s
| Rang | Baan | Atlete                 | Land | Tijd    | Extra | Reactietijd |
| ---- | ---- | ---------------------- | ---- | ------- | ----- | ----------- |
| 1    | 9    | Brigitte Foster-Hylton | JAM  | 12,69 Q | .     | 0,177       |
| 2    | 4    | Dawn Harper            | USA  | 12,73 Q | .     | 0,199       |
| 3    | 8    | Anastasiya Pelepenko   | KAZ  | 12,99   | .     | 0,171       |
| 4    | 6    | Aleesha Barber         | TRI  | 13,01   | (NR)  | 0,175       |
| 5    | 2    | Yevgeniya Snihur       | UKR  | 13,06   | .     | 0,150       |
| 6    | 7    | Nadine Faustin-Parker  | HAI  | 13,25   | .     | 0,160       |
| 7    | 3    | Dedeh Erawati          | INA  | 13,49   | (NR)  | 0,176       |
| ,    | 5    | Fatmata Fofanah        | GUI  | DNF     | .     | 0,160       |

### Halve finales
Heat 1 - 18 augustus 2008 19:40 - Wind: 0,2 m/s
| Rang | Baan | Atleten                     | land | Tijd    | Extra | Reactietijd |
| ---- | ---- | --------------------------- | ---- | ------- | ----- | ----------- |
| 1    | 7    | Lolo Jones                  | USA  | 12,43 Q | (PB)  | 0,172       |
| 2    | 5    | Delloreen Ennis-London      | JAM  | 12,67 Q | .     | 0,145       |
| 3    | 6    | Priscilla Lopes-Schliep     | CAN  | 12,68 Q | .     | 0,159       |
| 4    | 9    | Sally McLellan              | AUS  | 12,70 Q | .     | 0,140       |
| 5    | 4    | Josephine Onyia             | ESP  | 12,86   | .     | 0,203       |
| 6    | 3    | Aurelia Trywianska-Kollasch | POL  | 12,96   | .     | 0,118       |
| 7    | 2    | Carolin Nytra               | GER  | 12,99   | .     | 0,144       |
| 8    | 8    | Nevin Yanit                 | TUR  | 13,28   | .     | 0,201       |

Heat 2 - 18 augustus 2008 19:48 - Wind: 0,2 m/s
| Rang | Baan | Atleten                | land | Tijd    | Extra | Reactietijd |
| ---- | ---- | ---------------------- | ---- | ------- | ----- | ----------- |
| 1    | 8    | Damu Cherry            | USA  | 12,62 Q | .     | 0,189       |
| 2    | 7    | Dawn Harper            | USA  | 12,66 Q | .     | 0,191       |
| 3    | 4    | Brigitte Foster-Hylton | JAM  | 12,76 Q | .     | 0,162       |
| 4    | 3    | Sarah Claxton          | GBR  | 12,84 Q | .     | 0,145       |
| 5    | 5    | Vonette Dixon          | JAM  | 12,86   | .     | 0,237       |
| 6    | 2    | Reïna-Flor Okori       | FRA  | 13,05   | .     | 0,153       |
| .    | 6    | Susanna Kallur         | SWE  | DNF     | .     | 0,198       |
| .    | 9    | Anay Tejeda            | CUB  | DNF     | .     | 0,156       |

### Finale
19 augustus 2008 22:30 - Wind: 0.1 m/s
| Rang   | Baan | Atlete                  | Land | Tijd  | Extra | Reactietijd |
| ------ | ---- | ----------------------- | ---- | ----- | ----- | ----------- |
| Goud   | 6    | Dawn Harper             | USA  | 12,54 | (PB)  | 0,193       |
| Zilver | 3    | Sally McLellan          | AUS  | 12,64 |       | 0,138       |
| Brons  | 8    | Priscilla Lopes-Schliep | CAN  | 12,64 |       | 0,174       |
| 4      | 7    | Damu Cherry             | USA  | 12,65 |       | 0,239       |
| 5      | 5    | Delloreen Ennis-London  | JAM  | 12,65 |       | 0,151       |
| 6      | 9    | Brigitte Foster-Hylton  | JAM  | 12,66 |       | 0,167       |
| 7      | 4    | Lolo Jones              | USA  | 12,72 |       | 0,185       |
| 8      | 2    | Sarah Claxton           | GBR  | 12,94 |       | 0,163       |